# Іван Калусовський
 Іван Калусовський (початок XVI ст.)  — королівський дворянин, державний службовець. Виконував обов'язки володимирського гродського судді та поборця (податківця ― сучасною мовою) Володимирського повіту.

## Сім'я
Іван Калусовський мав рідних братів Івана Молодшого і Гнівоша (жінку було звати Богдана), а також двоюрідних, теж Калусовських, ― Андрія, Михайла і Федора. Обидві сім'ї володіли маєтками, землями. Один із маєтків Калусовських знаходився у селі Літин (нині Волинська область, Турійський район), с. Вербичним та с. Калусов. У 1570 році, згідно з поборовим реєстром, Гнівош Калусовський платив з Калусова (на південь від Володимира) і Вербичного від 7 дим. і 3 город.; Іван Калусовський з тих самих сіл від 7 дим., З город., а Федір Калусовський з частини села з двох дим. і 2 город. В 1577 році Василь Калусовський платив з Вербичного від 3 город., а Іван від 4 дим. В 1583 році село все ще належало Калусовським.